# Canton d'Airvault
Le canton d'Airvault est une ancienne division administrative française située dans le département des Deux-Sèvres et la région Poitou-Charentes.

## Géographie
Le canton d'Airvault était organisé autour d'Airvault dans l'arrondissement de Parthenay. Son altitude variait de 51 m (Saint-Jouin-de-Marnes) à 164 m (Boussais) pour une altitude moyenne de 117 m.

## Histoire
- Le canton d'Airvault fait partie des cantons créés aux débuts de la Révolution française, d'abord rattaché au district de Thouars jusqu'en 1795, date de suppression des districts, puis à l'arrondissement de Parthenay à partir de 1801[1].

- De 1833 à 1848, les cantons d'Airvault et de Saint-Loup avaient le même conseiller général. Le nombre de conseillers généraux était limité à 30 par département[2].

- Il est supprimé par le redécoupage cantonal de 2014 qui prend effet lors des élections départementales de mars 2015[3].

## Administration

### Conseillers généraux de 1833 à 2015
| Période | Période | Identité                              | Étiquette             | Qualité |
| ------- | ------- | ------------------------------------- | --------------------- | --- |
| 1833    | 1845    | Armand Fourreau                       |                       | Propriétaire Maire d'Airvault (1830-1842) |
| 1845    | 1852    | Léon-Jean Fribault                    |                       | Médecin à Airvault |
| 1852    | 1861    | François-René Morin                   |                       | Médecin à Saint-Loup |
| 1861    | 1874    | Léon-Jean Fribault                    |                       | Médecin, maire d'Airvault (1855-1871) |
| 1874    | 1880    | Jacques Alexandre Jaurand (1813-1890) | Monarchiste           | Docteur-médecin à Airvault |
| 1880    | 1886    | Achille Robin                         | Droite                | Notaire à Airvault |
| 1886    | 1898    | Marcel Richard                        | Républicain           | Maire de Saint-Jouin-de-Marnes |
| 1898    | 1910    | Robert de Maussabré-Beufvier          | Conservateur          | Officier de cavalerie Député (1898-1906) Propriétaire à Soulièvres                                                                                               |
| 1910    | 1922    | Isidore Jaurand                       | Entente (Droite)      | Médecin Maire d'Airvault (1900-1911), conseiller d'arrondissement                                                                                                |
| 1922    | 1940    | Constant-Sigisbert Balquet            | Rad.                  | Notaire, maire d'Airvault (1912-?) |
|         |         |                                       |                       | |
| 1945    | 1951    | André Pagé                            | Rad.                  | Médecin, ancien conseiller d'arrondissement |
| 1951    | 1976    | Augustin Bordage                      | DVD puis UNR puis UDR | Commerçant en engrais et produits du sol Député (1962-1973), maire d'Airvault                                                                                    |
| 1976    | 1982    | Maurice Barret                        | PS                    | Maire d'Airvault (1971-1983) |
| 1982    | 2001    | Henri Folliet                         | UDF puis DVD          | Ingénieur des Arts et Métiers, ancien directeur industriel de la société des Ciments Français Conseiller municipal d'Airvault                                    |
| 2001    | 2015    | Dominique Paquereau                   | SE puis EÉLV          | Producteur d'électricité photovoltaïque Conseiller municipal d'Availles-Thouarsais (maire de 1989 à 2001) Président de la communauté de communes de l'Airvaudais |

### Conseillers d'arrondissement (de 1833 à 1940)
| Période                                  | Période | Identité                              | Étiquette         | Qualité |
| ---------------------------------------- | ------- | ------------------------------------- | ----------------- | --- |
| 1833                                     | 1848    | François Pierre Cothereau (1778-1858) |                   | Notaire et juge de paix à Airvault                                                                          |
|                                          |         |                                       |                   | |
| 1886                                     | 1901    | Émile Rouyer                          | Républicain       | Notaire, maire d'Airvault                                                                                   |
| 1901                                     | 1910    | Isidore Jaurand                       | Républicain       | Médecin à Airvault                                                                                          |
| 1910                                     | 1919    | Georges Robert                        | Conservateur      | |
| 1919                                     | 1925    | M. Baudouin                           |                   | |
| 1925                                     | 1931    | M. Belkowiche                         | Rad.              | Maire de Soulièvres                                                                                         |
| 1931                                     | 1940    | André Pagé                            | Rad. antimarxiste | Médecin |
| 1940                                     |         |                                       |                   | Les conseils d'arrondissement ont été suspendus par la loi du 12 octobre 1940 et n'ont jamais été réactivés |
| Les données manquantes sont à compléter. |         |                                       |                   | |

## Composition
Le canton d'Airvault groupait sept communes.
| Communes              | Population (2012) | Code postal | Code Insee |
| --------------------- | ----------------- | ----------- | ---------- |
| Airvault              | 3 047             | 79600       | 79005      |
| Availles-Thouarsais   | 203               | 79600       | 79022      |
| Boussais              | 436               | 79600       | 79047      |
| Irais                 | 198               | 79600       | 79141      |
| Marnes                | 245               | 79600       | 79167      |
| Saint-Généroux        | 373               | 79600       | 79252      |
| Saint-Jouin-de-Marnes | 589               | 79600       | 79260      |

## Démographie
| 1962  | 1968  | 1975  | 1982  | 1990  | 1999  | 2006  | 2011  | 2012  |
| ----- | ----- | ----- | ----- | ----- | ----- | ----- | ----- | ----- |
| 5 948 | 5 824 | 5 747 | 5 673 | 5 410 | 5 041 | 5 115 | 5 100 | 5 091 |